# Jesús Olalla
Jesús "Josu" Olalla Iraeta, född 15 juli 1971 i Irún, är en spansk tidigare handbollsspelare (mittnia). Han var med och tog brons vid både OS 1996 i Atlanta och OS 2000 i Sydney.